# Protext
Protext est un logiciel de traitement de texte produit par Arnor vers 1985. Produit d'abord sur Amstrad CPC 464, il fut ensuite adapté sur le PCW8256 d'Amstrad, PC, Atari ST, Commodore Amiga et sur Archimedes, une machine d'Acorn.
En 1991, Arnor a été commissionné par Amstrad pour développer une version spéciale de Protext pour l'Amstrad NC100. Version qui a été incluse dans la ROM du NC100, du NC150 et du NC200. Des traductions de Protext ont été publiées en allemand, en français et en suédois. La version allemande a quant à elle été nommée Prowort à cause d'un conflit de nom.